# NGC 5605
NGC 5605 este o emission-line galaxy⁠(d) situată în constelația Balanța. A fost descoperită în 11 mai 1784 de către William Herschel.